# Elegeion
Elegeion (первоначальное название — Transcendence) — австралийская группа из Мельбурна, играющая музыку в стиле дум/готик с элементами блэк-метал.
Была основана в 1995 году Энтони Кваном под названием Transcendence. После подписания в 1997 году контракта с Candlelight Records группа сменила название на Elegeion. Песни группы в основном выдержаны в духе печали и меланхолии.

## Состав

### Текущий состав
- Энтони Кван — вокал, гитара (с 1995)
- Дьедонне — вокал (с 2000)
- Джордж Ван Дорн — бас-гитара (с 2007)
- Скотт Уильямс — гитара (с 2007)

### Бывшие участники
- Джеймс Уэлбридж — ударные и гитара (1995—1997, 2004)
- Майлс Барлоу — ударные (1995—1996)
- Наташа Мартинчик — вокал (1996, 2000)
- Джастин Хартвиг — гитара (2003)
- Морбиус Уосеф — вокал (гроулинг) (2002)
- Крис Кван — ударные (2005)
- Иэн Хантли — бас-гитара (2006)

## Дискография
- 1996 — Induction to Eternal Rest… (демо)
- 1997 — Odyssey Into Darkness (EP; Candlelight Records)
- 2001 — Through the Eyes of Regret (Modern Invasion Music)
- 2003 — For Blacker Things (EP)
- 2005 — The Last Moment (Dark Symphonies)
- 2022 — Plight of the Heretic